# Dive in Your Faith
「Dive in Your Faith」（ダイブ・イン・ユア・フェイス）は、Fear, and Loathing in Las Vegasの楽曲。2023年3月11日に、Getting Better Records(JVCKENWOOD Victor Entertainment)より配信された。

## 概要
前作「Get Back the Hope」より約5か月ぶりとなる作品。配信と同時にミュージック・ビデオも公開された。
本作はサミー開発パチスロ「ぱちんこ いくさの子」の2ndメインテーマ曲として使用される。原作『いくさの子 織田三郎信長伝』をイメージした和風テイストの音要素が盛り込まれた、書き下ろし楽曲となっている。
2023年3月11日、3月12日開催の「MEGA VEGAS 2023」と連動して特別企画が実施される。フォトスポットで撮影した写真を、サミー公式Twitterをフォローし「#LasVegasいくさの子」というハッシュタグと共にツイートした中から、抽選で10名に限定デザインステッカーがプレゼントされる。

## 収録曲
| #         | タイトル               | 作詞 | 作曲・編曲 | 時間 |
| --------- | ---------------------- | ---- | ---------- | ---- |
| 1.        | 「Dive in Your Faith」 |      |            | 3:27 |
| 合計時間: | 合計時間:              | 3:27 |            |      |

## 収録アルバム
Dive in Your Faith
- 未収録

## 演奏
- So : Vocal, Guitar
- Minami : Vocal, Keyboard, Guitar
- Taiki : Guitar, Chorus
- Tomonori : Drums
- Tetsuya : Bass Guitar, Chorus